# Base aérienne de Darwin
La base aérienne de Darwin (RAAF Base Darwin en anglais) est une base aérienne militaire de la Royal Australian Air Force (RAAF), située à Darwin (Australie). Elle partage sa piste avec l'aéroport international de Darwin (aviation civile).
La base est classée sur la Liste de l'héritage du Commonwealth (en). Annuellement, 400 membres de l'armée y travaillent.

## Histoire

### Développement
La construction de l'aéroport a commencé en 1938 et la base militaire a été inaugurée le 1er juin 1940. Les premiers avions militaires à atterrir à Darwin font partie du 12e escadron de la RAAF (en). Le 13e escadron de la RAAF (en) est créé la même année, et basé à Darwin.

### Seconde Guerre mondiale
Trois unités de la RAAF ont servi à la base de Darwin :
- 12e escadron
- 13e escadron
- 34e escadron (en)

En 1941, Darwin sert de base de retrait aux avions américains venant des Philippines. Fin décembre, la Fifth Air Force, avec les V Bomber (en) et V Fighter Command (en), installent leurs quartiers sur la base. Plus tard, le 49th Fighter Group (en) ainsi que d'autres unités ont été assignées à la base avant de s'avancer sur d'autres bases plus proches du front en 1943.
La base a été victime de deux bombardements japonais en février 1942.
Du 9 août 1944 au 20 février 1945, le 38th Bombardment Group (en) y base quatre escadrons de B-24 Liberator. Le groupe de bombardiers a été récompensé d'une Distinguished Unit Citation (DUC) pour ses attaques sur des raffineries, des bateaux de marchandises ainsi que des docks à Balikpapan en août 1943. L'unité a par ailleurs bombardé à plusieurs répétitions des pistes ennemies dans l'ouest de la Nouvelle-Guinée entre avril et mai 1944 en soutien aux unités américaines dans la zone d'Hollandia. Pour cela, l'unité a reçu une autre DUC. En février 1945, l'unité est transférée sur l'île de Mindoro, Philippines.

### Après 1945
Début 1975, après le passage du cyclone Tracy, la base a participé au plus grand pont aérien de l'histoire de l'Australie. La plupart des habitants de Darwin ont été évacués par ce biais.
La base était également un site d'atterrissage d'urgence pour les navettes spatiales de la NASA en raison de sa longueur de piste. Plusieurs B-1 Lancer, B-52 Stratofortress, KC-10 Extender et KC-135 Stratotanker ont été basés à Darwin pour des missions de coopération militaire américano-australiennes.
En 2010, plusieurs maisons à proximité de la base ont bénéficié de protections acoustiques poussées pour contrer les émissions sonores puissantes émises par le programme de développement « Joint Strike Fighter ».

### Unités actuelles
| Nom de l'unité (de la RAAF)                            | Fonction                                  | Appareils/équipement |
| ------------------------------------------------------ | ----------------------------------------- | -------------------- |
| Quartiers généraux du 452e escadron                    | Groupe de surveillance et de réponse (en) | NC                   |
| 452e escadron                                          | Groupe de surveillance et de réponse      | NC                   |
| No. 92 Wing (en)                                       | Groupe de surveillance et de réponse      | AP-3C Orion (en)     |
| No. 114 Mobile Control and Reporting Unit (en)         | Groupe de surveillance et de réponse      | AN/FPS-117           |
| Quartiers généraux du No. 396 Combat Support Wing (en) | Groupe de soutien au combat (en)          | NC                   |
| No. 321 Combat Support Squadron (en)                   | Groupe de soutien au combat               | NC                   |
| No. 1 Airfield Operations Support Squadron (en)        | Groupe de soutien au combat               | NC                   |
| 13e escadron                                           | Groupe de soutien au combat (réserve)     | NC                   |

## Patrimoine
En 2004, la base a été inscrite dans la Liste de l'héritage du Commonwealth, avec la légende suivante :
La base de la RAAF à Darwin est historiquement importante pour son rôle dans le développement de la défense australienne au Territoire du Nord dans la période précédant directement la Seconde Guerre mondiale. La base illustre un changement dans la politique de défense australienne, puisque le gouvernement fédéral établit une présence militaire majeure dans le nord de l'Australie. Il est important de noter que le développement de cette base est une preuve matérielle de la volonté australienne d'obtenir davantage d'indépendance en matière de politique stratégique dans les années précédant la Seconde Guerre mondiale. Les grandes dimensions de la base démontrent l'importance de l'engagement des gouvernements envers une telle politique, et l'ampleur de la menace perçue. Ce développement militaire a grandement accéléré le développement de Darwin en tant que centre majeur du nord de l'Australie.
Toutefois, seuls certains éléments de la base ont été inscrits dans la liste, dont les logis du personnel, la tour de contrôle, le château d'eau, le gymnase, la cantine, la chapelle et l'école.